# Le Livre du mort
Pour plus de détails, voir Fiche technique et Distribution.
Le Livre du mort (死者の書, Shisha no sho) est un film japonais réalisé par Kihachirō Kawamoto, sorti en 2005 avec l'aide de marionnettes.

## Synopsis
Alors que le bouddhisme est introduit au Japon, Iratsume, une femme noble, pense avoir une vision de Bouddha.

## Fiche technique
- Titre : Le Livre du mort
- Titre original : 死者の書 (Shisha no sho)
- Réalisation : Kihachirō Kawamoto
- Scénario : Shinobu Origuchi
- Société de production : Sakura Eiga-sha
- Pays :  Japon
- Genre : Animation, drame, historique et fantastique
- Durée : 70 minutes
- Dates de sortie : 
  -  République tchèque : juillet 2005 (Festival international du film de Karlovy Vary)
  -  Japon : 11 février 2006

## Doublage
- Kyōko Kishida : la narratrice
- Tetsuko Kuroyanagi : la conteuse
- Rie Miyazawa : Iratsume de Fujiwara

## Distinctions
Le film a reçu le Grand Prix du China International Cartoon and Digital Art Festival et une mention spéciale au Festival international du film fantastique de Catalogne.